# Sam Taylor
Ne doit pas être confondu avec Sam Taylor (footballeur anglais).
Sam Taylor est un réalisateur, scénariste et producteur américain né le 13 août 1895 à New York, aux (États-Unis) et mort le 6 mars 1958 à Santa Monica, en Californie.

## Biographie
Il fait ses études à l'Université Fordham.
Il écrit des scénarios pour Vitagraph, est monteur pour Universal, puis dirige des comédies pour Century. Il réalise des films avec Harold Lloyd, puis avec Mary Pickford et John Barrymore pour United Artists.
Il réalise notamment le premier film parlant de Mary Pickford, "Coquette".

## Filmographie

### Comme réalisateur
- 1921 : Voyage au paradis (Never Weaken'')
- 1922 : The Mohican's Daughter (en)
- 1922 : Et puis ça va (Doctor Jack) de Fred C. Newmeyer et lui-même
- 1923 : Monte là-dessus ! (Safety Last!)
- 1923 : Faut pas s'en faire (Why Worry?)
- 1924 : Ça t'la coupe (Girl Shy)
- 1924 : Une riche famille (Hot Water)
- 1925 : Vive le sport ! (The Freshman)
- 1926 : Pour l'amour du ciel (For Heaven's Sake)
- 1926 : Exit Smiling
- 1927 : La Petite Vendeuse (My Best Girl)
- 1928 : Tempête (Tempest)
- 1928 : Soirs d'orage (The Woman Disputed)
- 1929 : Coquette
- 1929 : La Mégère apprivoisée (The Taming of the Shrew)
- 1930 : Les Amours d'une courtisane (Du Barry, Woman of Passion)
- 1931 : Kiki
- 1931 : Skyline
- 1931 : Ambassador Bill
- 1932 : La Coupe de Calcutta (Devil's Lottery)
- 1933 : Out All Night
- 1934 : Patte de chat (The Cat's-Paw)
- 1935 : Une femme à bord (Vagabond Lady)
- 1935 : A Scream in the Night
- 1944 : Les Cuistots de Sa Majesté (Nothing But Trouble)
- 1956 : Montecarlo

### Comme scénariste
- 1919 : In Honor's Web
- 1919 : The Gamblers
- 1919 : The Gray Towers Mystery
- 1920 : Human Collateral
- 1921 : Princess Jones
- 1921 : La Chasse au renard (Among Those Present) de Fred C. Newmeyer
- 1921 : Ayez donc des gosses (I Do) de Hal Roach
- 1921 : Pour l'amour de Mary (Now or Never) de Hal Roach et Fred C. Newmeyer
- 1921 : Voyage au paradis (Never Weaken) de Fred C. Newmeyer et Sam Taylor
- 1921 : Marin malgré lui (A Sailor-Made Man), de Fred C. Newmeyer
- 1922 : Le Petit à Grand-maman (Grandma's Boy) de Fred C. Newmeyer
- 1922 : Et puis ça va (Doctor Jack) de Fred C. Newmeyer et lui-même
- 1924 : Une riche famille (Hot Water) de Fred C. Newmeyer et lui-même
- 1925 : Vive le sport ! (The Freshman)
- 1929 : Le Lys du faubourg (Lady of the Pavements) de D. W. Griffith
- 1929 : Coquette
- 1929 : La Mégère apprivoisée (The Taming of the Shrew)
- 1930 : Du Barry, Woman of Passion
- 1931 : Kiki
- 1934 : Patte de chat (The Cat's-Paw)

### Comme producteur
- 1929 : Coquette
- 1935 : Vagabond Lady